# 서복
서복(徐福), 또는 서불(徐巿)은 고대 중국 진(秦)나라의 방사(方士)이다.

## 개요
기원전 255년에 제나라에서 태어났다. 《사기》권6 진시황본기 및 권118 회남형산열전(淮南衝山列伝)에 따르면, 진시황은 기원전 221년에 6국을 멸망시키고 천하를 통일한 이후, 불로장생을 위한 영약을 구하기 위해 신하들을 내보내 불로초를 구하러 사방으로 보냈으나, 불로초를 구해오지 못했다. 서불은 이때 자기가 불로초를 구하러 가야 할 차례임을 알고 기원전 219년(진시황 28년), 황제에게 상소를 올렸다.
齊人徐市等上書言 "海中有三神山, 名曰蓬萊、方丈、瀛洲, 僊人居之. 請得齋戒, 與童男女求之." 於是遣徐市發童男女數千人, 入海求僊人.
제(齊) 사람 서불 등이 글을 올려 말하기를,
"저 멀리 바다 건너 봉래(蓬萊), 방장(方丈), 영주(瀛洲)의 삼신산(三神山)에 신선이 사는데, 동남동녀를 데리고 가서 모셔오고자 합니다."
이에 서불을 보내 동남동녀 수천을 뽑아 바다로 나가 신선을 찾아오게 하였다.— 《사기》(史記)권6 진시황본기(秦始皇本紀)

又使徐福入海求神異物，還為偽辭曰：『臣見海中大神，言曰：「汝西皇之使邪？」臣答曰：「然。」「汝何求？」曰：「願請延年益壽藥。」神曰：「汝秦王之禮薄，得觀而不得取。」即從臣東南至蓬萊山，見芝成宮闕，有使者銅色而龍形，光上照天。於是臣再拜問曰：「宜何資以獻？」海神曰：「以令名男子若振女與百工之事，即得之矣。」』秦皇帝大說，遣振男女三千人，資之五穀種種百工而行。徐福得平原廣澤，止王不來。
또한 서복(徐福)으로 하여금 바다에 들어가 신선에게 기이한 물건을 구하게 하니, 그는 돌아와 거짓으로 말하기를 "신(臣)이 바다 속의 커다란 신(神)을 만났는데, '네가 서황(西皇)의 사자냐?'라고 묻기에 신이 '그렇습니다'라고 대답하자 '너는 무엇을 구하느냐?'라고 묻기에 '수명을 연장시키는 약을 원합니다'라고 대답했더니, 그 신은 '너는 진왕(秦王)의 예(禮)가 박해 그 약을 볼 수는 있으나, 얻어 취하지는 못할 것이다'라고 하고는 바로 신을 데리고 동남쪽에 있는 봉래산(蓬萊山)으로 갔습니다. 영지초(靈芝草)로 이루어진 궁궐이 보이고 사자가 있었는데, 구릿빛에 용의 형상이었으며, 그 광채가 하늘까지 비추었습니다. 그래서 신이 재배(再拜)하고 '마땅히 어떤 예물을 바쳐야 합니까?'라고 묻자 해신(海神)은 '양가집 사내아이와 계집아이 그리고 백공(百工)의 제품을 바치면, 그것을 얻을 수 있다'라고 했습니다"라 했습니다. 진시황은 크게 기뻐하며 동남동녀 3천명을 보내고 오곡의 종자와 여러 장인들의 만든 것을 가져가게 했습니다. 서복은 평평한 들판과 넓은 못을 얻자 거기에 머물러 왕이 되고, 돌아오지 않았습니다.— 《사기》권118 회남형산열전(淮南衝山列伝)

그리하여 기원전 219년에서 210년 사이에 그의 두번에 걸친 여행이 시작된다. 진황도를 떠난 그의 행적은 지금의 한국을 거쳐, 일본까지 폭넓게 이어진다. 그의 여행에는 60척의 배와 5,000명의 일행, 3,000명의 동남동녀와 각각 다른 분야의 장인들이 동반했다고 한다. 기원전 210년, 그는 진황도를 떠나 다시는 돌아오지 않았다.

## 전승

### 중국에서의 서복 전승
중국의 《삼국지》와 《후한서》 기록에는 서불이 중국을 떠나 단주(亶洲) 또는 이주(夷洲)에 도달하였다고 나온다. 중국에서 이주(夷洲)는 지금의 타이완을, 단주(亶洲)는 일본을 가리킨다고 주장한다.
북송의 정치가이자 시인이었던 구양수가 지은 『일본도가』(日本刀歌)에는 「그 조상은 서복이 진의 백성을 꾀어서는/약을 캐러 간다고 동남동녀를 그곳에서 늙게 했지/온갖 장인과 오곡을 그들에게 주어 살게 했으니/오늘날까지 만든 것이 모두 정교하다네(其先徐福詐秦民 採藥淹留丱童老 百工五種與之居 至今器玩皆精巧)」라고 말한 내용에서 일본을 가리킨 부분이 존재하기도 한다.

### 한국에서의 서복 전승

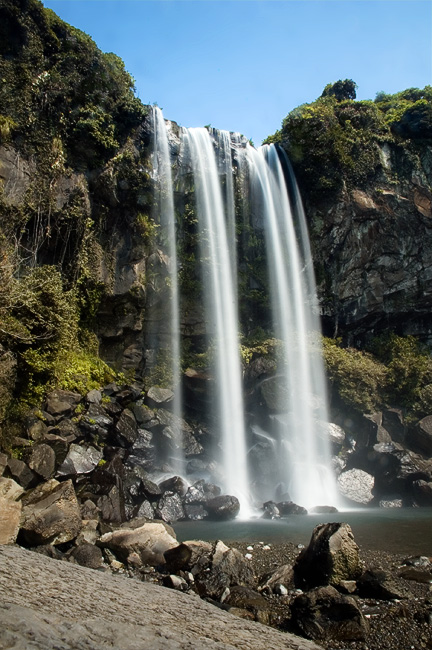
서복이 지나갔다고 전하는 서귀포의 정방폭포. 이곳에 '서복과차'라는 네 글자가 새겨져 있었다고 전한다.

제주도는 이미 《삼국지》 및 《후한서》에 주호(州胡)라는 이름으로 등장하고 있는데, 제주시 용담동의 산지항에서 전한 시대의 화폐인 오수전을 비롯해서, 신나라 때에 만들어진 화천(貨泉), 대천오십(大泉五十), 화포(貨布) 및 구리거울 등이 발굴되었다. 고려 이인로의 《파한집》 및 조선 초 신숙주의 《해동제국기》에는 서복이 언급한 삼신산은 모두 한반도를 가리킨 것이며, 봉래산과 영주산, 방장산은 각각 한국의 금강산과 한라산, 두류산이라고 비정하였다. 특히 제주특별자치도 서귀포시의 지명 및 정방폭포의 서불과지(徐福過之)라는 글자는 오래 전부터 중국을 떠난 서복이 제주도에 도착했다는 흔적으로 지목되고 있다. 이 전설에 따르면 당시 진시황의 명으로 불로초를 구하러 바다로 나온 서복이 제주도에 왔고, 이곳을 지나면서 '서복이 이곳을 지나간다(徐市過此)'라는 글자를 암벽에 새겼다는 전설에서 유래한 것으로, 제주에서 불로초를 구한 서복이 '서쪽(西向)을 향해 귀로(歸路)에 오른 포구(浦口)'라는 의미에서 서귀포라는 이름이 생겨났다고 전한다. 제주도 현지에는 이곳 서귀포에서 북을 두드리며 놀면 교룡이 나와 같이 춤을 춘다는 전설이 전하는 등, 서귀포는 제주도에서도 역사적, 경관적 가치가 있는 명승지로 남아 있다. 한편 제주도에 도착한 서복이 맨 먼저 도착한 곳은 지금의 조천읍 조천포(朝天浦)였다고 한다.
서복 집단이 정말 제주도에 이르렀는지, 《사기》에 언급된 영주산이 정말 지금의 제주도인지에 대해서는 논란의 여지가 남아있으며, 제주를 방문했을 가능성이 있는 서복 선단의 성격에 대해서는 진시황의 동방 개척 정책의 일환(윤명철)이라는 등의 다양한 주장이 있다.

### 일본에서의 서복 전승
일본에서도 미야자키현을 비롯하여 여러 곳에 서불의 흔적이 남아있다. 아오모리현에서 가고시마현에 이르기까지 일본 각지에 서복과 관련된 전승이 남아있는데, 대표적으로 사가현 사가시, 미에현 구마노시 하다스정(波田須町), 와카야마현 신구시(新宮市), 가고시마 현 이치키쿠시키노시, 야마나시현 후지요시다시, 도쿄도 하치조 섬, 미야자키현 노베오카시 등이 유명하다.
한국의 신숙주가 지은 《해동제국기》에는 일본의 전설적인 천황으로 분류되는 고레이 천황 때에 불로불사약을 찾으러 온 서복이 일본의 기슈에 닿았으며, 스진 천황 때에 죽어서 신이 되었고 일본 사람들이 서복을 제사지냈다는 전승도 있다.서복은 지금의 이치키쿠시키노 시에 상륙하여 아사타케(冠嶽)에 자신의 관을 봉납했고 이것이 오늘날의 아사타케 신사(冠嶽神社)의 기원이 되었다고 한다. 참고로 아사타케 신사의 말사(末社)로 소가노 우마코가 세웠다는 다바코 신사(たばこ神社)가 있으며, 일명 오이와토 신사(大岩戸神社)라 불리는 이곳에는 천연 잎담배가 자생하고 있다.
단고 반도(丹後半島)에 있는 니이사키 신사(新井崎神社)에 전해지는 《신대명신구비기》(新大明神口碑記)라는 고문서에는 서복의 일이 기록되어 있다. 구마노 시의 하타스 정은 서복이 상륙했다고 전하며, 이곳에서는 2200년 전 중국의 화폐인 반량전이 발견되기도 했다. 하다스역 1.5 km 지점에는 조후쿠노미야(徐福ノ宮), 즉 서복의 궁이라는 이름의 신사가 있으며, 서복이 가져왔다는 바리때를 신체(神體)로서 모시고 있다.
서복 관련 전설은 중국과 한국, 일본에 흩어져 있으며, 서복 전설의 스토리는 지역에 따라 다양하다. 《후지문헌》(富士文献)은 후지요시다 시의 미야시타가(宮下家)에 전해져 내려온 미야시타가 고문서(宮下家文書)를 포함한 고문서로, 한자어와 만요가나를 사용한 분류로 일본의 역사를 기록하였는데, 이 책을 편찬한 것이 서복이라는 전승이 있다. 《해동제국기》에서 고레이 천황의 대에 서복이 일본으로 왔다는 기술과 미야시타가 고문서의 내용이 서로 일치하는 것이 지적되는데, 다만 미야시타가 고문서는 이른바 「고사고전」(古史古伝)에 포함되는 부류의 책으로 문체나 발음을 보아도 에도 시대 후기나 근대에 만들어진 것으로 평가되며, 기술된 내용에 대해서도 정통 역사학자들은 인정하지 않고 있다.

## 현재
1982년에 중국은 『중화인민공화국지명사전』(中華人民共和国地名辞典) 편찬에 즈음하여 현지 조사를 시행했는데, 장쑤 성 롄윈강 시 간위현 금산진(金山鎮)에 있던 서부(徐阜)라는 마을이 청나라 건륭제 시대 이전에는 「서복촌」(徐福村)이라 불렸고, 서복과 관련된 전승과 유적이 소재한 것으로 판명되었다. 다만 1980년대까지 현지 옛 집에는 「우리 선조는 명대(明代)에 이 땅에 이주하였다」는 전승이 있었고, 서복이라는 인물이 실재했느냐는 자체가 의문스러운 데에서, 이는 「일본에서 오는 관광객들을 유치하기 위하여 조성한 마을이 아니냐」는 지적을 받기도 했다. 실제로 서부촌에는 일본인 관광객이 다수 찾아오는데, 명물 「서복차(徐福茶)」도 호평을 받는다.
2000년 3월 30일에 츠시 시에는 서복기념관(徐福記念館)이 개관되었는데, 이를 계기로 일본의 서복 연구자와 중국 현지인과의 교류가 시작되었고, 이듬해 2001년 가을에는 같은 시 삼북진(三北鎮)의 문완남로(文宛南路)에 「서복소학교(徐福小学校)」가 개교하였는데, 학교의 휘호는 일본 서복회(日本徐福会)의 명예회장을 지낸 하타 쓰토무가 썼다.
2013년 6월 6일에는 제10차 한.중 여성지도자 포럼에 참가했던 중국대표단의 이해봉 중국전국정협 부주석 등 15명이 사단법인 제주서복문화국제교류협회(이사장 이영근)의 초청으로 서귀포시의 서복전시관을 방문해 불로장생을 상징하는 황칠나무 두 그루를 기념 식수했다.

## 서불 관련 유적
- 남해 이동면 양아리 금산 금석문 - 남해 양아리 석각
- 제주도 서귀포시 서복전시관(서복공원)과 정방폭포

## 한국 문학 속의 서불
- 심청가
- 선상탄(船上歎), 노계집(蘆溪集) 중 박인로의 가사, 1605년(선조)

## 관련 서적
- 태백일사(太白逸史)/ 소도경전본훈(蘇塗經典本訓)
- 사마천의 사기 / 진시황본기(秦始皇本紀)와 회남형산열전(淮南衡山列傳)
- 삼국지(三國志) 오서·오주권전(吳書·吳主權傳)
- 후한서(後漢書) 동이열전(東夷列傳)
- 회남형산열전(淮南衡山列傳)
- 봉선서(封禪書)
- 서복이 한반도에 남긴 유적과 문명의 성과, 이형석(제6회 서복문화 동아세아 국제학술대회, 2007.10.19)

## 같이 보기
- 진무 천황
- 하타씨